# UTC+05:00
UTC+5 — п'ятий часовий пояс, центральним меридіаном якого є 75° сх. д.
Географічні межі поясу:
- східна — 82°30' сх. д.
- західна — 67°30' сх. д.

Відповідно, він охоплює Омську та більшу частину Тюменської і Новосибірської областей Росії, східну половину території Казахстану, Киргизстан, Пакистан, схід Афганістану, захід Китаю, більшу частину території Індії, Шрі-Ланку, Британську територію в Індійському океані та Острів Ґерд та острови МакДональд, однак на багатьох територіях діє час інших поясів і зон.
У навігації позначається літерою E (Часова зона Ехо)

## Часові зони у межах UTC+5
- Пакистанський стандартний час
- Західно-Азійський стандартний час

## Використання

### Постійно протягом року
- Австралія
  - Острів Ґерд та острови МакДональд
  - Моусон (антарктична станція)
- Казахстан
- КНР
  - Чунчжань (антарктична станція)
- Мальдіви
- Пакистан
- Росія — част.:
  - Республіка Башкорстан
  - Пермський край
  - Курганська область
  - Омська область
  - Оренбурзька область
  - Свердловська область
  - Тюменська область
  - Челябінська область
- Таджикистан
- Туркменістан
- Узбекистан

### З переходом на літній час
Зараз не використовується

### Як літній час
Зараз не використовується

## Історія

### Як стандартний час
- Австралія
  - Дейвіс (антарктична станція)
- Росія*
  - Республіка Башкорстан
  - Республіка Комі
  - Пермський край
  - Архангельська область
    - Ненецький автономний округ

  - Курганська область
  - Омська область
  - Оренбурзька область
  - Свердловська область
  - Тюменська область
  - Челябінська область
- Казахстан
  - Астана
  - Алмати
  - Акмолинська область
  - Алматинська область
  - Східноказахстанська область
  - Жамбилська область
  - Карагандинська область
  - Костанайська область*
  - Кизилординська область*
  - Павлодарська область
  - Південно-Казахстанська область
  - Північноказахстанська область
- Киргизстан
- КНР
  - Синцзянь-Уйгурський автономний район (захід)
  - Тибетський автономний район (захід)
- Британська Територія в Індійському Океані

### Як літній час
- Азербайджан* (з останньої неділі березня до останньої неділі жовтня)
- Вірменія
- Грузія
- Іран
- Казахстан
  - Актюбінська область
  - Атирауська область
  - Західноказахстанська область
  - Мангістауська область
- Маврикій
- Росія
  - Республіка Удмуртія
  - Кіровська область
  - Самарська область